# Ельяшевич, Авраам Акимович
Авраа́м (Борис) Аки́мович Ельяше́вич (24 декабря 1848 [5 января 1849], Вильна — 1934, Ленинград) — русский военный врач, представитель Хаскалы.

## Биография
Абрам Хаимович (Авраам Акимович) Ельяшевич родился 24 декабря 1848 (5 января 1849) года в Вильно в еврейской семье, потомок нескольких поколений раввинов. Сам А. А. Ельяшевич получил светское образование.
По окончании курса медицинских наук на медицинском факультете Московского университета А. А. Ельяшевич был утверждён в степени лекаря и 4 сентября 1874 года в звании уездного врача. Определён на службу во 2-й Брест-Литовский крепостной пехотный батальон 26 января 1875 года. После этого началась 26-летняя служба А. А. Ельяшевича в качестве военного врача. Служил в Брест-Литовске (1875—1877), Новогеоргиевске (1877—1882), Иркутске (1882—1901). Приказом от 8 апреля 1901 года А. А. Ельяшевич «уволен от службы по прошению с мундиром». Он и далее продолжал жить в Иркутске, где имел большую частную практику и пользовался широкой популярностью.
Был активен в иркутской еврейской общине, состоял членом ревизионной комиссии прихожан еврейского молитвенного дома, входил в его правление. В 1902 году вместе с М. А. Цукасовой и Ю. Л. Помус стал инициатором строительства новой еврейской школы, которая открылась к новому 1903-му учебному году.
В Иркутске А. А. Ельяшевич прожил около сорока лет, после чего переехал к младшему сыну в Ленинград, где и жил до смерти в 1934 году.

## Семья
Жена — Рохл Абрам-Гиршевна (в быту Рахиль Абрамовна и Раиса Григорьевна) Розенкранц (1846—?), уроженка Вильны; брак был зарегистрирован в Вильне 10 июля 1869 года.
Имел двух дочерей и четверых сыновей, трое из которых стали профессорами: Рода (1870—?), Мария (1873—1956), правовед-цивилист Василий Борисович Ельяшевич (1875—1956), электротехник Зиновий Борисович (Соломон Абрамович) Ельяшевич) (1884—1971), экономист Александр Борисович Ельяшевич (1888—1967), Виталий (1892—1971). Мария Абрамовна Ельяшевич (1873—1956) была с 1902 года замужем за врачом Леонтием Исаевичем Файнбергом (1881—1922), сыном иркутского купца первой гильдии Исая Матвеевича Файнберга (1846—1923), почётного гражданина, крупного домовладельца и мецената.

## Чины
- Титулярный советник 17 июля 1879 г. ;
- Коллежский асессор 14 октября 1879 г. ;
- Надворный советник 22 мая 1882 г.;

## Награды
- Орден Святого Владимира IV степени для нехристиан (18 февраля 1901 г.);
- Орден Святой Анны II степени для нехристиан (14 мая 1896 г.);
- Орден Святого Станислава II степени для нехристиан (30 августа 1891 г.);
- Орден Святой Анны III степени для нехристиан (30 августа 1885 г.);
- Орден Святого Станислава III степени для нехристиан (30 августа 1881 г.);
- серебряная медаль на ленте Ордена Св. Александра Невского в память Царствования Императора Александра III (1896 г.);
- особый вензелевой знак, установленный в ознаменование исполнившегося 2 мая 1897 г. столетия Ведомства Учреждения Императрицы Марии (18 февраля 1898 г.);